# Kokain
Kokain je stimulativna droga. Izaziva osjećaj kratkotrajne euforije, energije i pričljivosti uz dodatne potencijalno opasne fizičke efekte poput ubrzanih otkucaja srca i pojačanog krvnog tlaka. Ulična imena su snješko, bijelo, lajna, koka, cadillac i dr.

## Kemijski sastav
Kemijskim sastavom je alkaloid. Metilni je ester benzoilekgonina. Kokain je vrsta psihoaktivne droge. Uvrštena je u Hrvatskoj na temelju Zakona o suzbijanju zlouporabe drogu na Popis droga, psihotropnih tvari i biljaka iz kojih se može dobiti droga te tvari koje se mogu uporabiti za izradu droga, pod Popis droga i biljaka iz kojih se može dobiti droga, pod Droge sukladno Popisu 1. Jedinstvene konvencije UN-a o drogama iz 1961. godine.

## Lokacije
Dobiva iz grmaste zimzelene biljke koke (Erythroxylum coca) koja uspijeva u Južnoj Americi, nekim dijelovima Afrike, Indoneziji i Havajima, a uzgaja se i u Australiji, na Cejlonu i u Indiji.

## Povijest
Nisu poznati točni podaci o tome kada je čovjek počeo koristiti lišće koke, ali na osnovi figura nađenih u arheološkim iskopinama, može se zaključiti da je koka ljudima poznata od 3. stoljeća prije Krista.
Istraživanjima je utvrđeno da je izuzetno mnogo upotrebljavana u doba civilizacije Inka u vremenu od 11. do 16. stoljeća. Koristili su je najprije svećenici i predstavnici aristokracije pri religioznim obredima (bila im je sveto drvo), a čak je i danas među južnoameričkim Indijancima upotreba lišća koke društveno prihvatljiva i svrstava se u istu kategoriju s duhanom. Indijanci su stoljećima uživali u ovoj biljci, ali na poseban način: oni žvaču listove koke s pepelom. Kako je pepeo alkaličan dolazi do hidrolize kokaina u ekgonin koji nema euforično djelovanje kokaina nego djeluje poput kofeina. U Europi biljka koke nije pobudila veće zanimanje, a dugo vremena niti kokain se uopće ne koristi.
Vjerojatno su prvi iz zapadne civilizacije na koku naišli španjolski vojnici predvođeni konkvistadorom Franciscom Pizarrom 1531. godine. Naišli su na domoroce koji žvaču koku koja im omogućuje prevaliti desetke kilometara neprohodnih terena bez odmora. Prije konkvistadora manje ju se koristilo i bila je "povlastica" samo kraljevske obitelji i moćnijih obitelji. Domoroci su ju žvakali radi uklanjanja umora nakon višesatnog fizičkog rada na velikim nadmorskih visinama. Stanovnici beskonačnih peruanskih prašuma imali su legendu o bogu koji im je podario koku i bila je u svezi s obredima poštovanja i na glasu kao izvor potencije i plodnosti. Konkvistadori su povjerovali da je to skrivene nadnaravne moći. Kontrolu davanja koke pokvareno su iskoristili radi bolje kontrole nad lokalnim stanovništvom. Nadzirali su razdiobu koke pa su ju domoroci mogli dobiti samo oni koji su bili pokorni i teško radili dovoljno za konkvistadore. Naprotiv, katolički misionari radili su na potiskivanju koke iz uporabe.
1596. godine izašla je prva poznata publikacija koja se bavi učincima koke koju je napisao španjolski liječnik Nicolas Monardes. Sve do Lamarckove klasifikacije kao Erythroxylon coca, tek su se povremeno znanstvenici zanimali za nju.
Švicarski prirodoslovac J. J. von Tschudi u djelu Putovanja u Peru opisao je 1830. godine žvakanje koke među Indiosima s Anda, navodeći da su domoroci mogli pod utjecajem koke, uz minimum sna, pješačiti par dana i noći. Na zapadu prvi je njegove kristale iz biljke 1860. Ostao je spor među kemičarima je li ostalo sporno da li je prvi ga izolirao izolirao njemački kemičar Albert Niemann ili Friedrichu Gaedeckeu.
Iako je rano otkriven njegov potencijal kao lokalnog anestetika, još dvadesetak godina ne koristi se u tu svrhu (tadašnje 'metode' bile su hlađenje operiranog dijela tijela). Tek 1883., kad Nijemci daju čisti kokain svojim vojnicima i otkrivaju da ima blagotvorne efekte na njihovu izdržljivost, kokain se počinje koristiti u različitim medicinskim i prehrambenim proizvodima. Primjerice sve do 1911. godine kokain je bio važan sastojak pića Coca Cola (ime je piće dobilo po dvjema biljkama čiji su se ekstrakti ulazili u sastav pića - koka i kola), a zanimljivo je da je Coca Colu izmislio jedan američki ljekarnik.
Korzikanski kemičar Angelo Mariani spravio je napitak koji je stekao veliku popularnost. Proizvodnji su pridonijeli popularna vjerovanja i stvarna efikasnost koke u olakšavanju nekih tegoba uskoro. Proizvod je nazvao Vin Mariani, čija se upotreba proširila i u Ameriku te je dobilo kao ljekovito priznanja mnogih liječnika, a uživali su ga brojni monarsi i vojni zapovjednici.
Jedan od najpoznatijih zagovornika ove droge bio je Sigmund Freud. 1884. Sigmund Freud je tražio lijek za psihičku iscrpljenost i depresiju. Shvatio je da kokain djeluje kao anestetik, te da pomaže pri uklanjaju depresije, te ga nazvao "magičnim lijekom", koji između ostalog pomaže i kod liječenja ovisnosti o morfinu. No 1887. Freud uočava stvaranje ovisnosti i kokainske psihoze dok se droga uzima, i prestaje ju koristiti osobno, a i profesionalno.
Sredinom 1880-ih zaživjela je organizirana razdioba kokaina vojsci, a po svemu sudeći, i prije. Dr Theodor Aschenbrandt dao je kokain trupama koje su sudjelovale u manevrima vojske u Bavarskoj. Vjeruje se da su u Velikoj Britaniji u Prvome svjetskom ratu prostitutke davale kokain vojnicima koji su dolazili kućama na dopust. Ne zna se je li i onda već bio poznat ovisnički učinak te je li to već bilo prvo organizirano drogiranje ljudi. U Drugome svjetskom ratu kokain su zloporabili u Trećem Reichu kad su zaredali prvi porazi. Da bi deprimiranim ratnicima podigli moral, kemičari Trećeg Reicha dobili su zadaću sintetizirati preparat koji će deprimiranim ratnicima podići moral. Proizveli su jak stimulativ za izazivanje euforije benzedrin, po nekim svojstvima nalik kokainu, a njegova kemija otvorila je put kasnijoj zlouporabi medicinskih korisnih amfetamina. Hitlerov osobni liječnik prof. Morell Hitleru je davao nakon svakog vojnog poraza manje količine kokaina čime ga je držao u dobrom raspoloženju.
Teško je uništiti proizvodnju zbog raširenosti laboratorija koje je lako postaviti svugdje, jer proizvodnja kemijski čista kokaina nije složena. U više stupnjeva koji počinju s alkoholom a završava ekstrakcijom s kerozinom dobiva se 60% čisti kokain. Zato se lako postave tajni laboratoriji na mjestima gdje ima dovoljno sirovine, što znači i divljinu. Radi uklanjanja neželjenih sastojaka koke, lišće koke namače se u razna organska otapala. Zato se za otkrivanje pogona za preradu koke u Kolumbiji i Boliviji danas koristi najmodernija sredstva, uključujući satelite. Nažalost, uništeni pogoni lako se obnove zbog stalnog zahtjevna tržišta. Da bi korisnicima bila moguća za konzumaciju, radi ju se topljivom u vodi. Grubo ekstrahirana koka niska je stupnja čistoće pa ju se tretira oksidansima i kiselinama, čime postaje topiva. To je bijeli kristalni kokain znana oblika, od 99 posto čistoće, kokain hidroklorid koji dolazi na tržište za konzumaciju.
Zloporaba u današnjem smislu počinje prvo kod uskog kruga elite,  zbog svoje skupoće i kratkog trajanja (cca najviše 1 sat), ali danas je raširena u svim slojevima.
Masovna upotreba kokaina na zapadu počinje organiziranjem tržišta u SAD-u kasnih šezdesetih godina 20. stoljeća. Američka mafija putem kolumbijskih kartela počinje s masovnom distribucijom kokaina, većinom bolje stojećim slojevima. Velik broj "uspješnih i bogatih" Amerikanaca povremeno ili češće uzima kokain usprkos desetljećima "rata protiv droga" koji vodi vlada SAD-a. Posljedice su najčešće javnosti nevidljive zahvaljujući dovoljnoj količini novca za održavanje i/ili liječenja navike (za razliku od ovisnika o cracku, mahom siromašnih).
U Europi, tek kasnih osamdesetih dolazi do velikog proboja kokaina, usred globalizacije kriminalnih mreža i organizacije područja prodaje, koje se i u Hrvatskoj uspostavlja ranih devedesetih. To je bilo i doba procvata rave kulture, koja iz prva nije bila vezana uz kokain, ali kako su godine prolazile, "generation ecstasy" postajao je sve više "generation everything".
Danas u većini europskih zemalja kokain zauzima poziciju četvrte najčešće zloporabljavane ilegalne droge nakon kanabisa, ecstasyja i amfetamina.
Američki krajnji ljevičar Lyndon LaRouche otvoreno tvrdi da iza goleme proizvodnje kokaina stoje svjetski vrlo ugledne banke te niz njihovih novih poduzetničkih zahvata. U svojim knjigama imenovao je američke, hongkongške, švicarske, austrijske i druge banke, čak i obitelji, koje su im vlasnici, koje peru kokainski novac i izravno ulažu kapital u njegovu proizvodnju. U djelima smjelo tvrdi kad bi se kokainski novac izmakao iz sustava odmaknuo da bi se urušio svjetski bankarski sustav.
LaRouche tvrdi da su sada, uz kokainski, te banke debelo umiješane i u biznis s heroinom. Proizvodnja je toliko narasla da je prezasitila tržište u velikim američkim gradovima te je cijena drastično pala. Nije bio klasični tržišni razlog padu cijene, nego je namjerno izazvan, da bi kokain postao dostupniji većem broju ljudi i da bi se privuklo nove, zato što je stara masa korisnika droge pomrla ili na liječenju. Navlačenjem novih ljudi na drogu, cijene su opet skočile.
Kolumbijanci tvrde da bi prestali uzgajati koku, kada bi im bogate zemlje omogućile da se bave nekom drugom vrstom poljoprivrede. U Kolumbiji je snažna sprega politike i narkokartela. Kolumbijski narkošefovi poput Pabla Escobara nudili su novac.  Escobar je za svoje pomilovanje kolumbijskoj vladi nudio 19 milijardi dolara za otplatu cjelokupnog vanjskog državnog duga. Kolumbijska vojska se suprotstavlja toj sprezi pa su sukobi između mafijaša i vojnih snaga sve češći. Američka administracija pritisnula je kolumbijsku vladu pa su mnogi šefovi kartela zatvoreni, no u zatvorima žive u luksuznim uvjetima.

### Popularna kultura
Navodno su predstavnici nekih slikarskih stilova stvarali pod utjecajem kokaina te se u tom se kontekstu spominju kubisti, futuristi i dadaisti. Upotreba kokaina imala je utjecaja i na literaturu - tamna strana legendarnog detektiva Sherlocka Holmesa upravo je ubrizgavanje kokaina, njegovom tvorcu Sir Arthuru Conanu Doyleu također nije stran. Njegov junak Sherlock Holmes u ruku si ubrizgava kokain ili morfij. Istraživači kao dr. David Musto sa sveučilišta Yale u liku profesora Moriartya u kasnijim Doylovim djelima vide utjelovljenje kokainske paranoje od koje je pisac navodno patio. Robert Louis Stevenson je najvjerojatnije pisao Dr. Jekyll and Mr. Hyde pod utjecajem kokaina. I drugi književnici su ga konzumirali: Anatole France, Henrik Ibsen, Jules Verne, Alexander Dumas, kao i neki političari (Winston Churchill). Danas se npr. u Engleskoj, uzimanje kokaina najčešće se vezalo uz house, drum'n'bass i 2step scenu. Ranih devedesetih vrijeme je procvata rave kulture, koja je iz prve bila povezana na ecstasy, no protjekom godina "generation ecstasy" prerasla je u "generation everything" pa je tu mjesto našao i kokain. Prije ubojstva Johna Lennona kružile su glasine da mu je zbog oštećenja nastalih uzimanjem kokaina bila potrebna operacija nosne hrskavice spržene od ušmrkavanja kokaina. Zbog predoziranja kokainom u bolnici su završili glumac Garry Busey, Richard Pryor je teško opržio lice zbog konzumiranja za pušenje nestručno prerađena kokain hidroklorida pa je morao proći više plastičnih operacija, ovisnik o kokainu Freddie Prinze ubio se pištoljem u 23. godini života, redatelj Rainer Werner Fassbinder umro je s 37 godina, a na noćnom ormariću su mu našli kokain i dr. Mnogo je raširen među glazbenim zvijezdama. Poznat je primjer javnog prijenosa živčanog sloma doživio profesionalni boksač Oliver McCall u ringu tijekom borbe protiv Lennoxa Lewisa, što je otkrilo da je McCall dugogodišnji konzument.

## Kemija kokaina
Kokain se dobiva ekstrakcijom iz lišća biljke, a od jednog kilograma koke dobije se do 10 grama kokaina. Ulični kokain dolazi u obliku kokain hidroklorida, koji je bijeli kristal gorkog okusa s anestetičnim djelovanjem. U paketićima se najčešće nalazi 1 g praha, a nemoguće je znati koliko je od toga stvarno kokain (najčešće između 30-60%) - dileri u njega još dodaju škrob, puder, šećer, prokain ili stimulanse kao što su amfetamini. Čista slobodna baza kokaina - crack dobiva se iz kokain hidroklorida pomoću etera, ali kako je postupak vrlo opasan (eter lako može eksplodirati tijekom postupka), za dobivanje slobodne baze koristi se natrijev hidrogenkarbonat (soda bikarbona). Rezultat su kristalići slobodne baze onečišćene sa sodom bikarbonom koji se na ulici prodaju pod imenom crack, a uglavnom se konzumiraju pušenjem. Kokain se testovima može otkriti u urinu 48-72 sata nakon uzimanja, a kod redovitijih konzumenata je potrebno oko 3 tjedna da bi rezultati testa bili negativni.

## Djelovanje
Vrlo je otrovan. Prema nekima čak pola grama ušmrkavanjem unesena kokaina (kokain hidroklorid) u organizam dovoljan je za smrtni ishod, dok je intravenozno još otrovniji.
Zloporabitelji kokaina i njegovih derivata konzumiraju ga oralno, intranazalno, intravenozno ili inhalacijom, u slengu "žvakanje, šmrkanje, bodenje, crta"., tj. ušmrkavanjem ili inhaliranjem kroz tkivo nosa, injektiranje (prah kokain hidroklorida) i pušenjem (crack). Intenzitet i trajanje ugodnog efekta kokaina ovisi o načinu na koji se koristi. Konzumenti zbog gorčine uglavnom ne gutaju prah, ali zato također i natrljavaju kokainski prah u zubno meso koje potom utrne uz prethodni osjećaj peckanja. Također konzumenti katkad stavljaju kokainsku kristalna prašinu ispod jezika, ispod očnih kapaka, pa i na spolne organe.
I heroin i kokain djeluju na ljudski mozak stimulirajući osjećaj ugode u odgovarajućim moždanim centrima. Heroin stimulira centre za ugodu zaobilaznim putem, kokain djeluje punom snagom izravno, osobito ako se konzumira njegov najzloćudniji derivat crack. Zbog toga kokain lako zakvači svakoga tko se s njime poigra. Prema nekima, prvo konzumiranje je u pravilu neugodno i može izazvati nervozu, nesanicu, gađenje i osjećaj slabosti.
Kokain utječe na ljudsko tijelo na različite načine. Kokain je najjači prirodni psihostimulans koji kod uzimanja izaziva razne vrste halucinacija, povećava budnost i koncentraciju (intelektualne sposobnosti) i fizičke mogućnosti. Kokain blokira protein koji se nalazi u sinaptičim pukotinama dopaminergičnih neurona, a funkcija mu je da vraća dopamin u presinaptički neuron i time smanjuje koncentraciju dopamina u sinaptičkoj pukotini. Blokadom tog proteina koncentracija dopamina u sinaptičkoj pukotini raste do ekstremnih koncentracija što izaziva prekomjerno odašiljanje impulsa. Dopamin je neurotransmitor koji je dio tzv. sustava za nagrađivanje u hipotalamusu koji je dio limbičkog sustava mozga (pri doživljavanju iluzija i halucinacija javlja se osjećaj sreće i uzbuđenja). U većim količinama izaziva neuračunljivo ponašanje, strah, paranoju, i, kao posljedicu, agresivnost. Fizički simptomi su ubrzan rad srca i disanje, povećan krvni tlak i tjelesna temperatura i proširene zjenice.
Kod ušmrkavanja potrebno je oko tri minute da kroz nosna sluznica apsorbira kokain koji preko kapilara ulazi u krvotok, pa onda u mozak. Užitak od ušmrkavanja kokaina može trajati 15 do 30 minuta te je dugotrajniji i slabiji nego kod konzumiranja ubrizgavanjem ili pušenjem.
Kod pušenja, kokainska para se apsorbira u krvotok u plućima, čime se početak djelovanja ubrzava. Djelovanje kokaina relativno je kratko, oko 20-40 minuta. Po početku djelovanja, logično razmišljanje postaje lakše i brže, aktivira se govorni centar, osjeća se samopouzdanje za vrhunske napore i dostignuća. Za približno 10 minuta hipotalamus reagira na stimulans, osjećaj lakoće polako nestaje, a tjelesna temperatura se povećava (uz opasnost od toplinskog udara). Podražen je i centar za spolnost ali isto tako može se podražiti i centar za strah koji pretjerano reagira i dolazi do napada panike. U malom mozgu pogođeni su centri za sposobnost kretanja i ravnoteže. Pušenjem cracka, veoma visoke doze kokaina brzo dopiru do mozga i stvaraju jako i trenutačno uzbuđenje koje traje oko 20 minuta. Pušenje crack kokaina može stvoriti agresivno paranoidno ponašanje kod korisnika. Kokain koji se puši veoma brzo oslobađa drogu u krvotok i u mozak čim se postiže brži i jači, ali kratkotrajniji osjećaj ugode (high) nego kod ušmrkavanja. Hidrokloridnu formu korisnici ne puše zato što nije pogodna jer sadrži dodatak molekuli što omogućuje njenu topivost u vodi pa juse prerađuje natrag u oblik bez tog dodatka.
Kod ubrizgavanja konzumenti otapaju drogu u vodi i ubrizgavaju u krvotok. Kokain koji se ubrizgava veoma brzo oslobađa drogu u krvotok i u mozak čim se postiže brži i jači ali kratkotrajniji osjećaj ugode (high) nego kod ušmrkavanja.
Da bi zadržali osjećaj ugode (high) ljudi koji često konzumiraju kokain koriste drogu kroz a binge pattern – uzimajući drogu više puta u kratkom periodu i povećavajući dozu. Ova praksa može lako dovesti do kronične bolesti ovisnosti.

### Faze učinaka
Tri su glavne faze:
- Prva je euforična. Obilježje je subjektivni osjećaj velike intelektualne moći, uz osjećaj smanjenja tjelesnog i mentalnog napora. Zjenice se šire, ubrzava se rad srca, sužavaju krvne žile i raste krvni tlak i tjelesna temperatura. Konzument je izrazito brbljiv, vrlo impulzivan, uživa u osjećaju samozadovoljstva, poduzetan je, seksualno dezinhibiran.[6]
- Druga faza je konfuzno-delirantna. Pojavljuje se povećanjem doze. Prevladavaju halucinacije prijatnog karaktera u vidu smanjenja predmeta (liliputanske halucinacije), ali i iluzije, stanja anksioznosti, razdražljivost do pravih psihotičnih reakcija (kokainski delirij).[6]
- Treći faza je depresivna. Obilježuje je apatija, depresivnost i smanjena voljna motorika.[6]

### Djelovanje na mozak
Dugotrajnom uporabom kokain može uzrokovati dugoročne promjene u sustav nagrada u mozgu kao i u ostalim sustavima u mozgu što može dovesti do ovisnosti. Dugotrajnom konzumiranjem često se razvija i tolerancija na kokain. Mnogi korisnici kokaina izjavljuju kako unatoč pokušajima ne uspijevaju postići prvotno zadovoljstvo koje su iskusili prilikom prvog konzumiranja. Neki korisni povećavaju svoje doze pokušavajući pojačati i produžiti ugodu (high), što može povećati rizik od dodatnih psiholoških i fizioloških učinaka.

### Ostali organi
Sužava krvne žile, proširuje zjenice i povisuje tjelesnu temperaturu, ubrzava rad srca i povisuje krvi tlak. Također može uzrokovati glavobolje i gastrointestinalne komplikacije poput boli u abdomenu i mučninu. Kokain utječe na smanjenje apetita te su stoga kronični konzumenti često pothranjeni.

### Ovisnost
Stvara jaku ovisnost i to vrlo brzo. Kokain je psihoaktivna droga koja izaziva vrlo snažnu psihičku ovisnost, a crack razvija i elemente fizičke ovisnosti. Odvikavanje od kokaina prati depresija i drugi loši osjećaji, pa je želja za ponovnim uzimanjem vrlo jaka. Kada uzimanje postane navika, vrlo je teško stati, a simptomi odvikavanja uključuju jaku želju za drogom, apatiju, depresiju, paranoju, misli o samoubojstvu, gubitak seksualne želje, nesanicu. Često se uzima još kokaina da se izbjegnu ovi efekti.
Konzument se neprestano vraća (relaps) i kronična bolest ovisnosti prouzrokuje promjene u mozgu i koju karakterizira neobuzdana žudnja za drogom bez obzira na posljedice.
Istraživanja su pokazala da će životinje s dostupnim intravenoznim izvorom heroina same ga uzimati beskonačno, ali ipak će naći vremena za spavanje i hranu. Ako, s druge strane, mogu same uzimati kokain, to će činiti stalno, ne radeći gotovo ništa drugo. Sve dok su fizički to u stanju, konzumirat će nove doze. Za par tjedana, ili čak dana, izgubit će veliki dio svoje tjelesne težine, a unutar jednog mjeseca će uginuti.

## Posljedice
Konzumenti kokaina mogu doživjeti srčani ili moždani udar što može imati smrtne posljedice. Smrti prouzrokovane zlouporabom kokaina su često rezultat zastoja srca i prestanak disanja. Može se dogoditi napadaj padavice.
Konzumenti kokaina se također izlažu riziku zaraze HIV-om, čak i onda kada ne dijele štrcaljke ili drugi pribor za konzumiranje, jer intoksikacija kokainom dovodi do smanjenja sposobnosti procjene što može dovesti do rizičnog seksualnog ponašanja.
Posljedica dužeg uzimanja kokaina je da su kokainomani obično blijedi, gube pamćenje i volju kao i tjelesnu težinu, imaju proširene zjenice i kod onih koji ga ušmrkavaju nos je crven. Posljedice trovanja kokainom mogu biti izrazito crvena koža i intenzivno znojenje. Kada djelovanje kokaina prestane, često se javlja depresija, koju neki pokušaju izbjeći tako da nastave dalje uzimati kokain. Trajnije ušmrkavanje kokaina može dovesti do čira na sluznici nosa i do oštećenja nosne pregrade u tolikoj mjeri da može doći do njezina kolapsa. Smrti povezane s konzumacijom kokaina najčešće su posljedica zastoja srca ili napada koje prati prestanak disanja.
Različiti načini uzimanja kokaina mogu izazvati različite nuspojave. Ako se, na primjer, kokain ušmrkava može doći do gubitka osjeta mirisa, krvarenja iz nosa, otežanog gutanja, promuklosti, nadraženosti nosne pregrade što može dovesti do kronične gnojne upale. Uz gubitak osjeta njuha tu su kronični problemi s curenjem nosa. Konzument ušmrkava preko staklene cjevčice ili sličnog pomagala pa i novčanicama. Prepoznatljivo je slaganje kokainskog praha u linije na staklenoj ili zrcalnoj površini. Dugotrajnom zloporabom korisnik očaran neutaživom željom za učincima droge ne primjećuje da mu vremenom kokain sprži nosnu sluznicu. Nosna hrskavica perforira i toliko istrune da ju mora kirurškim zahvatom zamijeniti plastičnom, ili srebrnom.
Oralno unošenje kokaina može uzrokovati tešku crijevnu gangrenu kao posljedica usporenog krvotoka.
Intravenozni korisnici kokaina mogu imati alergijske reakcije, ili na drogu, ili na neke dodatke koji se nalaze u uličnom kokainu, što u težim slučajevima može dovesti do smrti. Kokain smanjuje potrebu za hranom, pa mnogi kronični korisnici izgube apetit, što dovodi do velikog gubitka na težini. Kokain koji se ubrizgava pomoću šprice može dovesti do jakih alergijskih reakcija te može povećati rizik za dobivanjem HIV-a, hepatitisa C i ostalih bolesti koje se prenose krvlju.
Jedna od posljedica dugotrajnog i redovitog uzimanja većih količina kokaina je i karakteristična paranoidna psihoza kod gotovo svih korisnika. Neobičnost ove psihoze je tzv. formifikacija - halucinacija da mravi ili insekti ili zmije gmižu pod kožom, zatim stjenice, crvi i sl. Svojstvena reakcija na to je pokušaj ukloniti te puzeće organizme češanjem. Naravno to ne daje rezultata pa fantomske organizme konzument pokušava iščeprkati iglama, škarama i noževima što rezultira tjelesnim ozljedama. Druga vrsta iluzije jest da mu je usna šupljina ispunjena oštrim predmetima, poput skršena stakla, ili nekih drugih sitnih objekata koje na svaki način pokušava izbaciti iz usta što rezultira ozljedama.
Poremećen je mehanizam pamćenja, korisnika spopadaju nekontrolirani napadi bijesa, ljubomore ili opsesivnog, bezrazložnog straha, ličnost se pomalo raspada. Nagle su promjene u emocionalnim stanjima, manije gonjenja i niza drugih negativnih psihičkih stanja. Zapušten je i neuredan.
Zloporabljuju ga u poslovnim krugovima, jer im daje neobičnu radnu energiju, vrlo su elokventni i svi im planovi izgledaju ostvarivima. Zloporabljuju ga u organiziranoj prostituciji svodnici i prostitutke te u pornografskoj industriji. Na prvu dramatično poboljšava spolne odnose i konzument je spolno neiscrpljiv a zbog smanjenih inhibicija i osjećaja spolne odgovornosti podloga je za promiskuitetno ponašanje. Zbog toga kod obijesnih bogatih slojeva, konzumira ga i "zlatne mladeži" i stariji korisnici. Nerijetke su spolna orgije. Ne spava se i intenzitet se ne smanjuje. Konzumentima su u početnim fazama jedini ozbiljniji konkurenti konzumiranju kokaina orgazam i osjećaj vlasti i moći. Neprimjetno kokain toliko plijeni neopisivom energijom i užitkom da ni orgazam to ne nadomješta.
Da bi si priuštio novac za kokain, korisnik pribjegava kriminalu. Kriminal koji uključuje nasilje često je u svezi s narkomanskim ludilom, po pravilu povezanim s kokainom. Vidovi kriminala u koji ulazi narkoman zbog nedostatka sredstava za život i kupovinu droge, jest preprodaja narkotika, prostitucija, te oko 60 posto svoje zarade stječe na nezakonit način.
Uzastopna konzumacija kokaina može dovesti do razdražljivosti, uznemirenosti i anksioznosti. Konzumenti kokaina mogu također iskusiti ozbiljnu paranoju – privremeno stanje full-blown paranoidne psihoze – pri čemu se gubi dodir sa stvarnošću i doživljavaju slušne halucinacije.
Popuštanjem djelovanja kokaina slijedi bezvoljnost i depresija, prava psihička mora. Konzument i dalje traži društvo ponajviše radi odagnavanja panike koja ga zahvaća u stankama između dvije konzumacije. Vremenom se razvija psihopatija vrlo opasna za njegovu okolinu, jer je ovisnik podložan nekontroliranom bijesu ili osvetničkom impulsu pa tad lako počini ubojstvo, višestruko ubojstvo ili samoubojstvo.
Vrhunac je "kokainsko ludilo", koje ima sve karakteristike paranoidne shizofrenije.
Česta posljedica je prostituiranje radi dobavljanja novca.
Kokain napada DNK, što uzrokuje mutacije i oštećenja na nasljednom materijalu, a to može ostaviti teške posljedice na buduće naraštaje.

## Čistoća zaplijenjene droga tipa kokain u RH
Prema podatcima Centra za forenzična ispitivanja, istraživanja i vještačenja Ivan Vučetić Kokainske smjese zaplijenjene u 2014. godini sadržavale su najčešće primjese: analgoantipiretik fenacetin, lokalni anestetik i antiaritmik lidokain, psihostimulans kofein, aminokiselinu kreatin, lokalne anestetike benzokain i prokain, šećer laktozu i šećerni alkohol manitol. Također je utvrđena prisutnost antihelminitika levamisola, a u pojedinačnim slučajevima i antihistaminik hidroksizina.

## Medicinska uporaba kokaina
Danas se kokain kao lokalni anestetik koristi iznimno rijetko i to samo u jednom slučaju: neuralgija trigeminusa. Naime, u slučaju upale trigeminalnog živca dolazi do strahovito jake boli koja se smatra najjačom boli koju čovjek može podnijeti. Tada je opravdano injektiranje kokaina radi smanjenja intenziteta boli. "Otac američke kirurgije" dr William Halstead si je ubrizgavao kokain da bi na sebi isprobao djelotvornost novog anestetika. Medicina je u budućnosti zamijenila ga kemijski sličnim novokainom, daleko bezopasnijim sredstvom. Dr Halstead je do kraja života ostao ovisnik.

## Derivati

### Kokainetilen
Kada ljudi miješaju kokain i alkohol, oni ne znajući prave kompleksan farmakološki eksperiment unutar svog tijela. Ljudska jetra kombinira alkohol i kokain i stvara treću supstancu, kokainetilen, koja pojačava euforične efekte kokaina, ali je puno toksičnija od samog kokaina i povećava rizik od iznenadne smrti.

### Speedball
Kokain se ponekad injektira pomiješan s heroinom. Ova kombinacija ima posebno veliki rizik od fatalnog predoziranja. Ta kombinacija naziva se speedball, a obje droge pogoršavaju svoje efekte. Heroin skriva neugodan edge kokaina i uljuljkava korisnika u lažan osjećaj sigurnosti, posljedicom kojega može biti uzimanje još heroina ili kokaina ili oboje što povećava vjerojatnost smrtonosnog predoziranja.

### Kokainska pasta
Kokainska pasta je poluproizvod između koke i čistog kokaina.

### Slobodna baza
Slobodna baza (freebase, base), agresivniji oblik kokaina, proizveden nešto složenijim postupkom obrade.

### Crack
Crack je kokainski derivat za siromašne. Najgori je derivat kokaina.

## Znakovi uporabe
Prepoznatljivi znakovi uporabe su crvenilo nosne sluznice, bijeli kristalni prašak u maloj plastičnoj vrečici ili alufoliji, mali komadići slični kamenčićima u staklenim bočicama ili plastičnim paketićima, male metalne mrežice, svijeće, britvice.

## Vanjske poveznice
- (nje.) Drugcom.de Kokain